# Rhabdomastix (Rhabdomastix) californiensis
Rhabdomastix (Rhabdomastix) californiensis is een tweevleugelige uit de familie steltmuggen (Limoniidae). De soort komt voor in het Nearctisch en Neotropisch gebied.